# Randonnée à haut risque
Pour plus de détails, voir Fiche technique et Distribution.
Randonnée à haut risque (Dead Ahead) est un téléfilm américain réalisé par Stuart Cooper et diffusé en 1996 à la télévision.

## Synopsis
Une famille en vacances est confrontée à des suspects.

## Fiche technique
- Scénario : David Alexander
- Durée : 92 minutes
- Pays :  États-Unis

## Distribution
- Stephanie Zimbalist : Maura Loch
- Sarah Chalke : Heather Loch
- Tom Butler : Bryan Loch
- Brendan Fletcher : Doug Loch
- John Tench : Anthony, le braqueur de banque drogué
- Michael Tayles : Simon, le braqueur de banque idiot
- Douglas Arthurs : Charlie, le braqueur de banque en colère
- Peter Onorati (VF : Pascal Renwick) : Frank Cacey
- Andrew Airlie : Dennis Chapman
- Nathaniel DeVeaux : Shérif Warren Easter
- Tom Scholte : Shérif adjoint Hutchins
- Sam Lucas Cooper : Agent Monroe
- Tracy Waterhouse : Jill Payeton
- D. Neil Mark : Eric Payeton